# Zhu Bajie
Zhu Bajie, (xinès simplificat: 猪八戒, xinès tradicional: 豬八戒, pinyin: Zhū Bājiè), també dit Zhu Wuneng, (xinès simplificat: 猪悟能, xinès tradicional: 豬悟能, pinyin: Zhū Wùnéng), és un dels tres ajudants de Xuanzang en la novel·la clàssica xinesa Viatge a l'Oest. És anomenat "Pigsy" o "pig" en moltes traduccions angleses de la història.
Zhu Bajie és un personatge complex i desenvolupat en la novel·la. Sembla un terrible monstre, que té part forma humana i part porc, que sovint causa problemes a si mateix i als seus companys per la seua mandra, gola, i propensió a desitjar a les dones boniques. És gelós de Wukong i sempre tracta de derrotar-lo.
El seu nom budista és "Zhu Wuneng", donat pel bodhisattva Guanyin, i significa "porc (reencarnat) que és conscient de tenir habilitat" o "porc que s'alça amb el poder".